# Palais Schwarzenberg (Prag)

Palais Schwarzenberg

Das Palais Schwarzenberg (tschechisch Schwarzenberský palác) ist ein Renaissance-Palais auf dem Hradschiner Platz (Hradčanské náměstí) der tschechischen Hauptstadt Prag, vor dem Tor der Prager Burg, das nach seinen späteren Besitzern benannt wurde.

## Geschichte
Das dreiflüglige Gebäude wurde nach dem großen Burgbrand von 1541 nach Plänen von Augustin Vlach (Agostino Galli) für die böhmische Adelsfamilie Lobkowitz in den Jahren 1545 bis 1567 als Stadtresidenz errichtet. Als eines der ersten Gebäude in Prag wurde es im Stil der italienischen Renaissance erbaut. Die Wände sind mit schwarzen Sgraffiti bemalt und täuschen damit ein regelmäßiges Natursteinmauerwerk aus sogenannten Diamantquadern vor. Auf den Treppengiebeln findet sich reicher Figurenschmuck. Auch im Inneren des Gebäudes haben sich reiche Deckenmalereien aus der Zeit um 1580 erhalten. Gleichzeitig errichtete Vlach für die Familie Lobkowitz in Westböhmen das Schloss Horšovský Týn.
Als eines der frühesten Renaissancegebäude Prags zeigt der Bau den deutlichen Einfluss italienischer Stadtpaläste, von denen die festungsartige Wirkung des Außenbaus, der Verzicht auf gliedernde Elemente, die ausladende Traufzone und das flach geführte Dach übernommen werden. Ein für die böhmische Renaissance charakteristisches Motiv stellt hingegen der Sgraffitoschmuck der Fassaden dar, der eine Mauerung aus exakt geschnittenen Diamantquadern nachahmt.
Im Innenraum erhielten sich in vier Sälen der zweiten Etage gemalte Tafeldecken, die einen wertvollen Beleg der Renaissancefiguralmalerei aus der Zeit um 1580 darstellen. Die Gemälde haben folgende Themen: Faetón, Jupiter und Junona, Paris-Gericht, Entführung der Sabinerinnen, Eroberung von Troja, Aeneas trägt Anchises aus dem brennenden Troja, Chronos entführt Proserpina aus der Unterwelt.
Nachdem der nächste Eigentümer Georg Popel von Lobkowicz bei Rudolph II. in Ungnade gefallen war, gefangen gehalten und sein Vermögen konfisziert worden war, ging das Objekt im Jahr 1600 an Peter Wok von Rosenberg über. Nach ihm besaßen es die Schwanbergs, dann die Eggenbergs.
Nach dem Tod Marie-Ernestines von Eggenberg, einer geborenen Schwarzenberg, die mit ihrem Mann keine Kinder hatte, fiel das Palais und das umfangreiche Erbe 1719 an ihren Neffen Adam Franz Karl, Fürst zu Schwarzenberg, Herzog zu Krumau. Dadurch entstand die größte Herrschaft in Südböhmen.
Das benachbarte Gebäude, heute als Palais Salm bekannt, kauften die Schwarzenbergs 1811 von den Erben des Prager Erzbischofs Wilhelm Florentin von Salm-Salm.
Weil der Kaiserhof in Wien ansässig war, dienten die Prager Palais ihrem Wohnzweck immer weniger, die Schwarzenbergs zogen in den Hofstandort um. Zu Beginn des 20. Jahrhunderts blieb im Schwarzenberg-Palais nur noch der Pferdestall übrig, seit 1908 vermieteten die Schwarzenbergs das Palais unentgeltlich an das Technische Nationalmuseum, dem Vorgänger des heutigen Technischen Nationalmuseum in Prag, das dort seine Sammlungen ausstellte.
Als die Schweiz in den 1930er Jahren nach einem würdigen Sitz für ihre Gesandtschaft suchte, stellte Adolph Schwarzenberg ihr Teile seines Palastes zur Verfügung. Er war auch froh, die Schweiz, zu der er sich zugehörig fühlte, hier bei sich beheimaten zu können. Die schweizerische Botschaft nutzte das Erdgeschoss als Verwaltungsbereich, und nachdem die Familie Schwarzenberg nach dem Zweiten Weltkrieg vertrieben wurde, konnte der Schweizer Botschafter auch die ehemalige Privatwohnung von Adolph Schwarzenberg als Residenz übernehmen.
Als dann die Nazis den Besitz der Schwarzenbergs konfiszierten, erkoren sie dieses Palais als Sitz für ein Heeresmuseum aus, das nach den Vorstellungen der Nationalsozialisten die großen Taten der Wehrmacht feiern sollte. Nach dem Krieg fand das tschechoslowakische Verteidigungsministerium, dass die Idee eines Militärmuseums gar nicht schlecht sei, und beschloss, das Palais weiter zu diesen Zwecken zu nutzen.
Nach der kommunistischen Machtergreifung wurde der Gebäudekomplex in ein militärhistorisches Museum umgewandelt. Im Jahr 2002 ging das Haus an die Nationalgalerie Prag. Eine Generalsanierung erfolgte und seit 2008 dienen die Räumlichkeiten als Kunstgalerie und wurden für Ausstellungszwecke eröffnet – zuerst mit der Sammlung der Barockkunst in Böhmen.

Ansichten des Palais Schwarzenberg
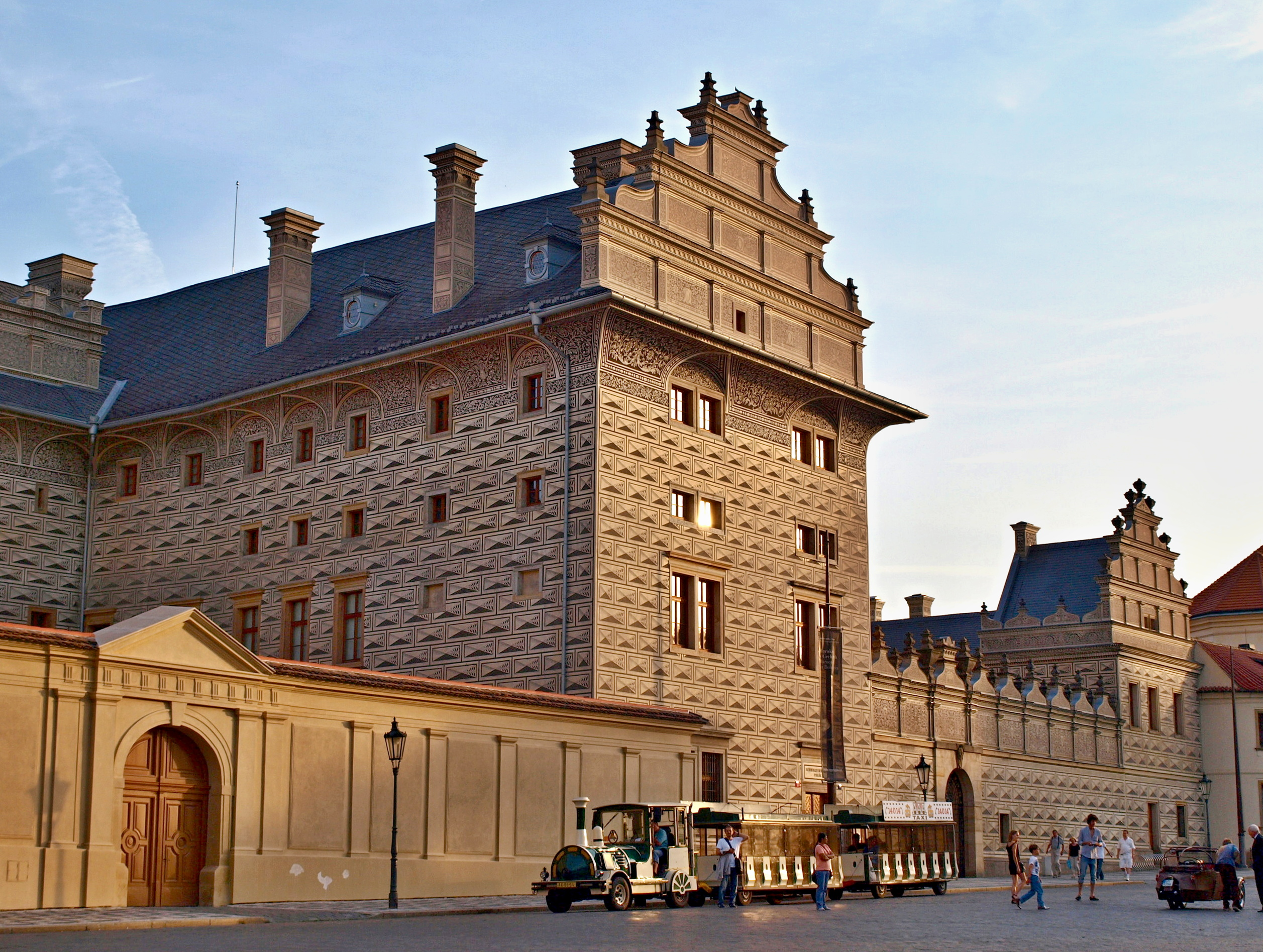
Frontfassade des Palais
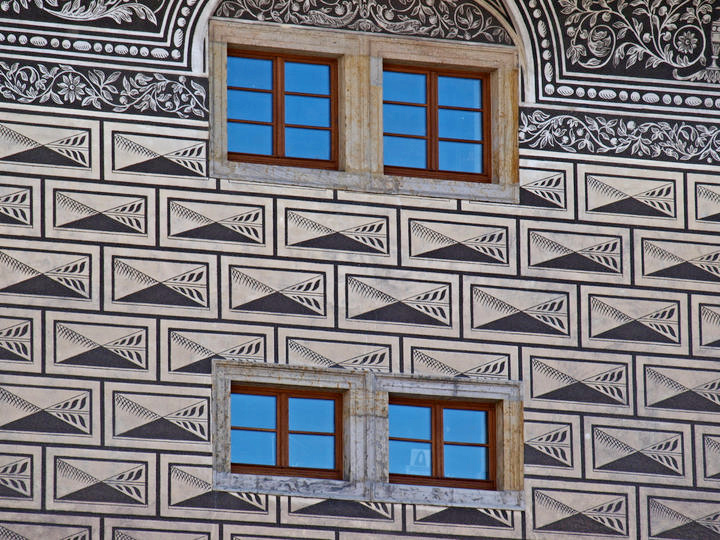
Sgraffiti
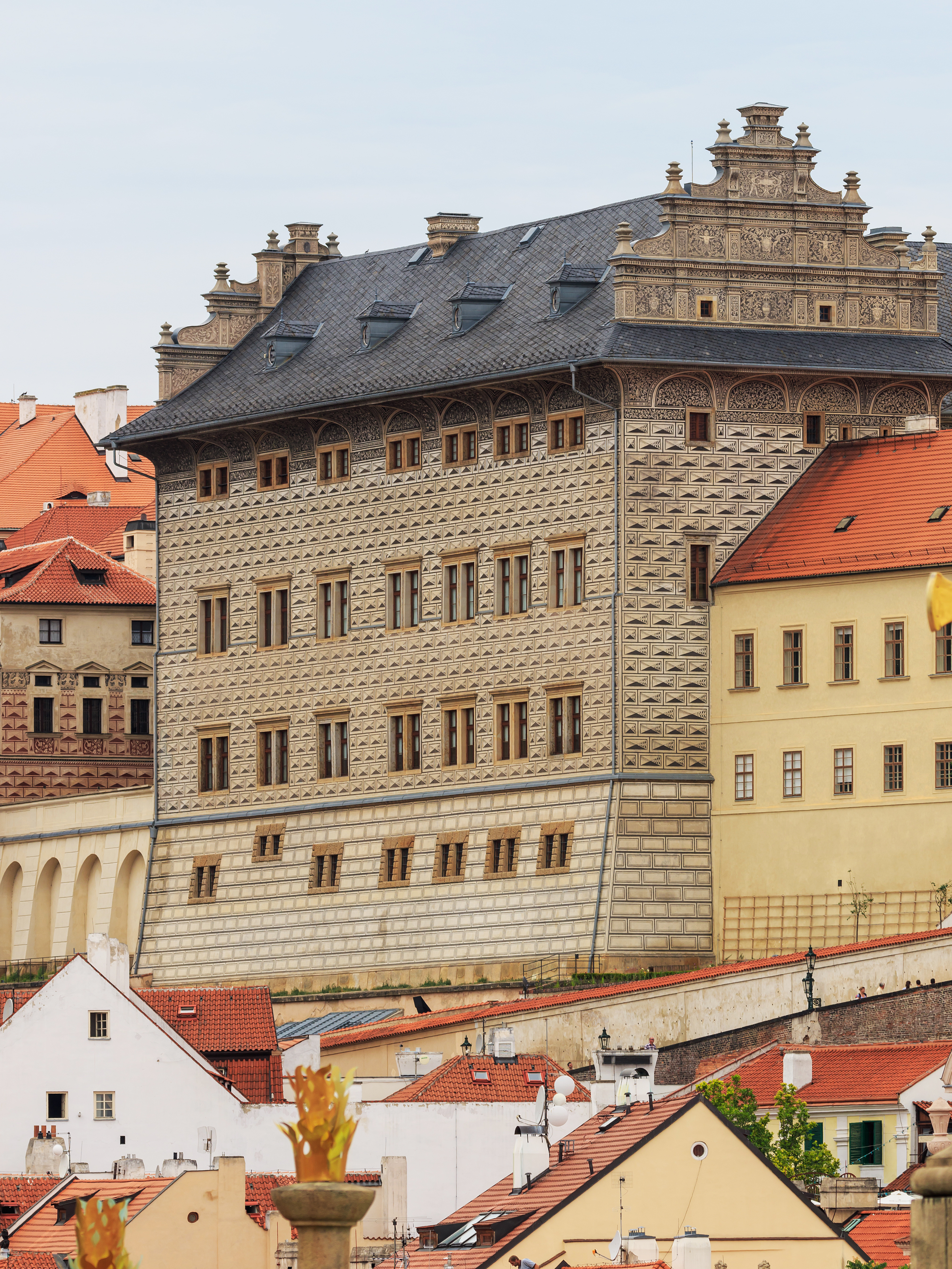
Rückseite des Palais